# 麻桐みを
麻桐 みを（まぎり みを）は、日本の漫画家。
麻桐みを名義でボーイズラブ漫画を執筆、すずきほづみ名義で『超魔神英雄伝ワタル』のコミカライズも担当した。

## 単行本
- 特別な放課後（一水社）1994年11月、ISBN 4870760703
- 超魔神英雄伝ワタル（角川書店）1998年 - 1999年、全4巻